# Estońska Partia Wolności

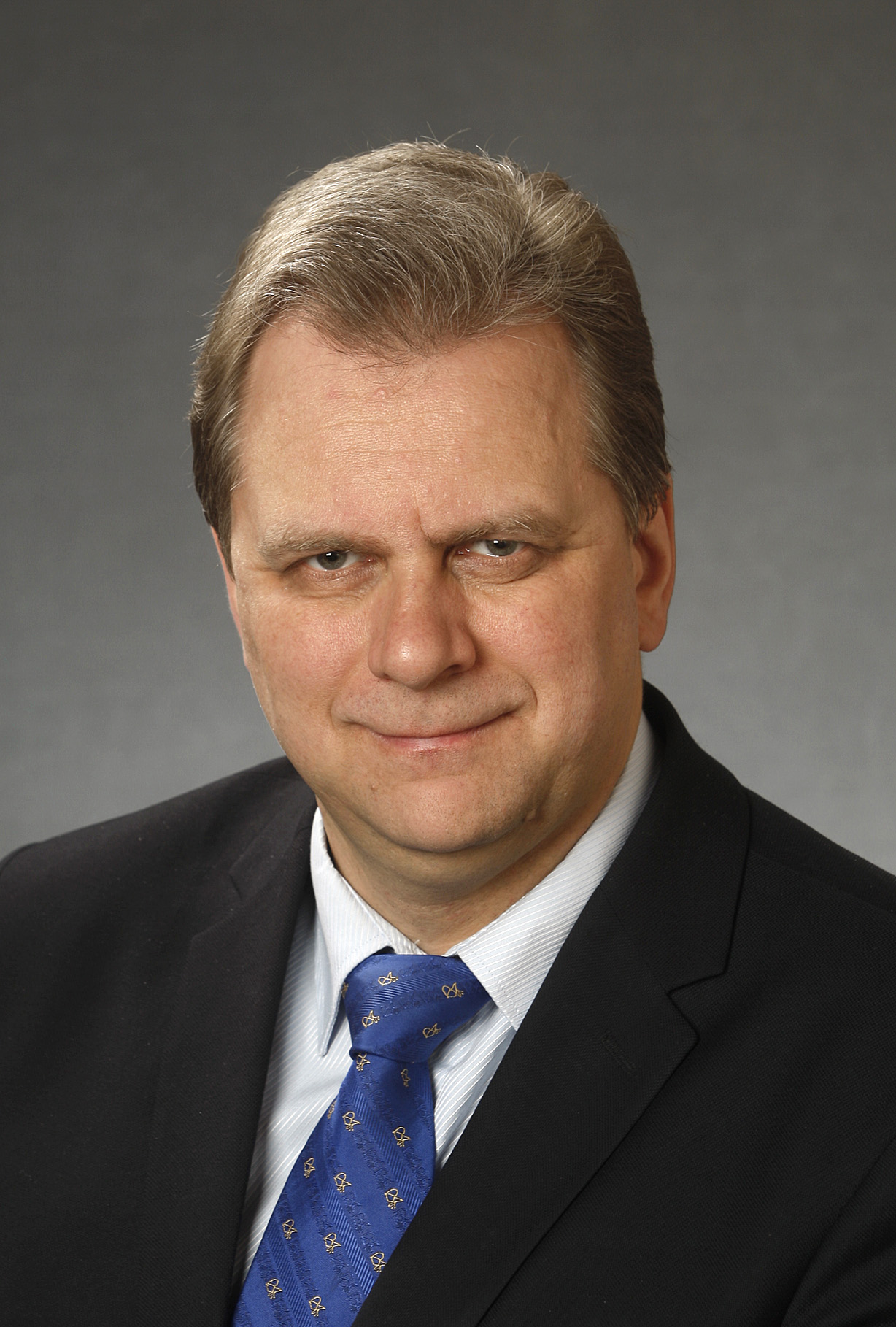
Andres Herkel – założyciel partii

Estońska Partia Wolności (est. Eesti Vabaerakond, EVA) – estońska partia polityczna o profilu konserwatywnym, działająca w latach 2014–2020.

## Historia
Partia została zawiązana na zjeździe 20 września 2014, jej liderem został Andres Herkel, poseł wybrany z listy ugrupowania Związek Ojczyźniany i Res Publica. Estońska Partia Wolności wystartowała w wyborach w 2015, stopniowo zyskując w badaniach opinii publicznej, uzyskując ostatecznie 8,7% głosów i 8 mandatów w Riigikogu XIII kadencji. Wśród nowo wybranych posłów znaleźli się Andres Herkel i producent filmowy Artur Talvik, który w 2017 został nowym przewodniczącym ugrupowania. W 2018 na funkcję przewodniczącego partii powrócił Andres Herkel, jednak jeszcze w tym samym roku zastąpił go Kaul Nurm. W 2019 partia otrzymała 1,2% głosów, nie przekraczając wyborczego progu, a Kaul Nurm ustąpił wkrótce z zajmowanej funkcji.
W 2020 połączyła się z innym ugrupowaniem, współtworząc nową partię pod nazwą Eesti Tulevikuerakond.